# Быковский, Игорь Игоревич
И́горь И́горевич Быко́вский (укр. Ігор Ігорович Биковський; род. 5 сентября 1996, Мариуполь, Донецкая область) — украинский футболист, полузащитник клуба «Мариуполь».

## Биография
Воспитанник футбольной школы мариупольского «Ильичёвца». После завершения обучения был зачислен в юношескую команду мариупольцев. В сезоне 2013/14 сыграл в её составе 12 игр, ещё 4 провёл в «молодёжке». В первой команде дебютировал 23 августа 2014 года в Кубковой игре против перволигового «Николаева», заменив во втором тайме Сергея Приходько. Быковский стал всего лишь 4-м игроком «Ильичёвца», дебютировавшим в национальном Кубке до наступления 18-летия. В Премьер-лиге молодой футболист дебютировал на последней минуте матча последнего тура сезона 2014/15 против полтавской «Ворсклы», заменив на этот раз Вячеслава Чурко.
Летом 2015 перешёл в «Шахтёр» (Донецк). 4 сентября 2015 был заявлен за «Арсенал-Киев», в составе которого дебютировал 5 сентября в выездном матче против ровненского «Вереса», где отметился удалением под конец встречи за 2 предупреждения.
В 2020 году пожизненно дисквалифицирован Федерацией футбола Армении от любой деятельности, связанной с футболом, за участие в организации договорных матчей, однако уже в конце июля 2021 года он был оправдан Спортивным арбитражным судом в Лозанне.